# シジマサウンズ
シジマサウンズ（Shijima Sounds、SJS）は、2009年から活動を開始した音楽ユニット。株式会社プラナ所属。

## 概要
数多くの楽曲を提供し、自らもミュージシャンとして活動してきた井手コウジが、自身のプロデュースするDELとサガユウキ、長年の戦友である横瀬卓哉と共に、「オトナコドモが集まって、オトナコドモが楽しんで、オトナコドモが聞けるPOPSを生み出すユニット。」をコンセプトに結成した。
当初はCDをリリースせず、MySpaceとライブのみで音源を発表していく予定だったが、好評であったためインディーズにてCD発売。その後エピックレコードジャパンよりメジャーデビュー。メジャーデビュー後も、渋谷RUIDO K2を中心に、首都圏近郊のライブハウスにてライブ活動を精力的にこなしている。

## 略歴

### 結成までの流れ
2009年春ごろに井手コウジが、自らがプロデュースするアーティストDELと共に、「何かやろうか?」と持ちかけたことがきっかけでユニットを結成。「大人が聴けるPOPS」を標榜し楽曲制作開始。
その後夏ごろに、同じく井手がプロデュースするサガユウキが合流し、ツインボーカルとなる。
バンド名の由来は、当時メンバーがハマっていた山下達郎の歌詞に静寂(しじま)という歌詞が頻出することから「シジマ」を、バンド名を考えている時近くに置いてあったザ・ビーチ・ボーイズのアルバムペット・サウンズから「サウンズ」を拝借し、合体させて「シジマサウンズ」となった。

### インディーズ（第一期）時代
2009年8月1日MySpaceを開設し、楽曲をインターネット上で無料公開するとともに、9月6日渋谷RUIDO K2で開催した自身オーガナイズのライブ、“サザナミフェスタ”にてステージデビュー。
同時に、井手のバンドチャーミースマイル&グリーンヘッドのドラムスである横瀬卓哉が、サポートドラマー兼パーカッショニストとして加入した。
デビュー当初から様々なアーティストとのコラボレーションが活発なのも特徴で、『一番好きなあなたへ』ではMIG MARKETのYOUZEEとMC仁義、その後の『嘘をつかないで』では吉成リョウタと、『心にふれて』ではAYANOとコラボレーションをしている。
2010年4月21日、『一番好きなあなたへ feat.YOUZEE(MIG MARKET),MC仁義』で配信デビュー。この曲は魔法のiらんどで特集され、大きな反響を呼んだ。
上記の通りCDはリリースしないで活動を続けていく予定だったが、ファンがPCでしか聴けないのが辛いとの声を受けて、2010年7月7日に井手のプライベートレーベル「サザナミレコード」から、1stミニアルバム『クラチック』をリリース。ファンから喝采を受ける。

### EPIC時代
2011年初頭EPICレコードとメジャー契約を締結。インディーズ時代から人気のあった楽曲『すみれ』でメジャーデビューすることが決定。5月11日に着うたで、5月25日に着うたフルで配信デビュー。その曲調に多方面から絶賛され、ニュースサイト等を賑わす。
2011年8月10日には、配信シングル第2弾「ラムネ」をリリース。CFに滑舌の悪い芸人として当時人気だった諸見里大介を起用。
2011年10月31日、配信シングル第3弾として、「I Wish Your Merry X'mas」のリリースが発表。11月23日に着うたフルでリリースされた。
同曲は、2010年12月にMySpaceとライブ会場でのみ公開された「I Wish Your Merry X'mas feat.AYANO」が原曲。2010年時点では、2011年12月に2010年版そのままの仕様で再公開することが予定されていたが、シングル化ということもあり、歌詞を一部変更し曲調もリアレンジを施して再リリースされた。
そして、「I Wish Your Merry X'mas」リリースと同時に配信シングル第4弾「フユラバ」のリリースも発表。フユラバにはfeat.ボーカルとしてAYANOが連続参戦。
2012年3月7日、配信シングル第5弾「新生活」をリリース。この曲もMySpaceで公開されていた同名の曲が原曲。リリースに当たって、歌詞の見直しと、伴奏のリアレンジが施されている。サガユウキの地元青森の、RAB青森放送の2番組でテーマソングに採用される。また駿台予備学校の2012年CMにも採用された。
2012年12月15日、代々木LABOで行われたサザナミフェスタVol.13にて、サポート扱いだった横瀬卓哉の正式加入を発表。
更に、2013年1月からの5カ月連続新曲配信と、フルアルバムリリースが発表された。

### インディーズ（第二期）時代
2013年1月23日、EPICとの契約を解除し、5か月連続配信シングル第1弾「セツナイループ」をプラナレーベルでiTunesから配信。
2月「今年の桜の曲」、3月「Hello, Good-Bye Again」、4月「ひとりにひとつの愛だから」、5月「あなたの大切な人は」と5か月連続リリースを成功させ、2013年6月、初のフルアルバム「漣〜sazanami〜」をリリース。

## メンバー
- 井手コウジ (Ba,Cho,コンピューターマニピュレート,プロデュース)
- DEL (Vo,Cho)
- サガユウキ (Vo,Cho,Gt)
- 横瀬卓哉 (Dr,Per)

## ディスコグラフィー
曲名の後にカッコ書きで曲名が入っているものは、カッコ内の曲をモチーフにしている。

### アルバム
- クラチック(2010.07.07 サザナミレコード)
タイトルはクラシックチックな、という意味で、サガユウキが考案した。その名の通り収録曲全てが、クラシックがベースに使用されたポップスとなっている。ミニアルバム扱い。
  - 一番好きなあなたへ feat.YOUZEE(MIG MARKET),MC仁義 (ベートーヴェン ピアノソナタ第8番 悲愴 第2楽章)
  - 心にふれて feat.AYANO (チャイコフスキー 白鳥の湖)
  - お帰り (ドヴォルザーク 交響曲第9番ホ短調作品95『新世界より』第2楽章(遠き山に日は落ちて))
  - 花咲く道で、また逢う日まで (ショパン 練習曲作品10第3番ホ長調(別れの曲))
  - 嘘をつかないで feat.吉成リョウタ (ホルスト 大管弦楽のための組曲『惑星』作品32 第4曲 木星、快楽をもたらす者)
  - さよならリフレイン (ナルシソ・イエペス 禁じられた遊び 愛のロマンス)
  - canon〜過ぎゆく日々よ〜 (パッヘルベル 3つのヴァイオリンと通奏低音のためのカノンとジーグ ニ長調 パッヘルベルのカノン)

- 漣〜sazanami〜(2013.06.09 サザナミレコード)
初のフルアルバム。これまでの配信シングルと、未発表曲5曲、そして業界初(井手コウジ談)のレコーディングNG集が入っている。
  - Shijima
  - 新生活
  - セツナイループ
  - 愛ノコトバ
  - 今年の桜の曲
  - Hello,Good-Bye Again
  - 愛をちょうだい Feat.MIG MARKET
  - すみれ
  - Sounds
  - ラムネ
  - フユラバ Feat.AYANO
  - ひとりにひとつの愛だから
  - あなたの大切な人は
  - 一番好きなあなたへ サザナミックス Feat.吉成リョウタ,AYANO,MC仁義
  - 漣〜sazanami〜NG集

### 配信シングル
- すみれ(着うた 2011年5月11日、着うたフル 2011年5月25日)
- ラムネ(着うた 2011年8月3日、着うたフル 2011年8月10日)
- I wish your merry X'mas(着うた 2011年11月16日、着うたフル 2011年11月23日)
- フユラバ(着うた 2011年11月30日、着うたフル 2011年12月7日)
- 新生活(エリック・サティ ジムノペディ 第1番)(着うた・着うたフル・PC・メロディコール・着ムービー・携帯ミュージッククリップ 2012年3月7日、駿台予備学校2012年CMソング、RAB青森放送 きんこれ、今日も!あさぷり2012年3月度エンディングテーマ)
- セツナイループ(iTunes 2013年1月23日)
- 今年の桜の曲(ヨハン・ゼバスティアン・バッハ G線上のアリア 「一番好きなあなたへ」のアンサーソング)(iTunes 2013年2月27日)
- Hello,Good-Bye Again(iTunes 2013年3月27日)
- ひとりにひとつの愛だから(ヘンリー・ローリー・ビショップ 埴生の宿)(iTunes 2013年4月24日)
- あなたの大切な人は(iTunes 2013年5月22日)